# Rossmania
Rossmania är ett släkte av svampar. Rossmania ingår i familjen Sydowiellaceae, ordningen Diaporthales, klassen Sordariomycetes, divisionen sporsäcksvampar och riket svampar.
| Rossmania | \| \| Rossmania aculeata \| \| \| \| \| \| Rossmania ukurunduensis \| \| \| \| |
|           | \| \| Rossmania aculeata \| \| \| \| \| \| Rossmania ukurunduensis \| \| \| \| |
|           | Hapalocystis                                                                   |
|           |                                                                                |
|           | Stegophora                                                                     |
|           |                                                                                |
|           | Sydowiella                                                                     |
|           |                                                                                |
|           | Sillia                                                                         |
|           |                                                                                |
|           | Rossmania aculeata                                                             |
|           |                                                                                |
|           | Rossmania ukurunduensis                                                        |
|           |                                                                                |

|  | Rossmania aculeata      |
|  |                         |
|  | Rossmania ukurunduensis |
|  |                         |